# Coxequesoma
Coxequesoma  (лат.) — род клещей из семейства Uropodidae. Около 5 видов. Мирмекофильная группа, ассоциированная с кочевыми муравьями родов Eciton, Labidus и Neivamyrmex.

## Список видов
- Coxequesoma Sellnick, 1926: [1]
  - Coxequesoma cauda (Elzinga, 1989)[2] — Эквадор
    - =Habeogula cauda Elzinga, 1989

  - Coxequesoma collegianorum Sellnick, 1926 — Бразилия
  - Coxequesoma gignodissidens Elzinga, 1982[3] — Эквадор, на муравьях Neivamyrmex
  - Coxequesoma hermanni Elzinga, 1982[3] — Эквадор, на муравьях Eciton hamatum
  - Coxequesoma labidocoxata Elzinga, 1982[3] — Эквадор, на муравьях Labidus praedator
  - Coxequesoma panamaensis (Hirschmann, 1975)
    - =Panamatrichocylliba panamaensis  Hirschmann, 1975